# Бартоломео Португальский
Бартоломеу Португальский (порт. Bartolomeu Português) — португальский пират, который нападал на испанский торговый флот в конце 1660-х годов. Является автором одного из самых ранних сводов правил, известных среди пиратов как «Пиратский кодекс», который позже использовался пиратами XVIII века, такими как Джон Филлипс, Эдвард Лау и Бартоломью Робертс.

## Биография
Прибыв в Карибское море где-то в начале 1660-х годов, Бартоломеу, так же как и многие другие на протяжении этого десятилетия, промышлял в районе современного Кампече с 1666 до 1669 года. Позже, после двух неудачных нападений, потеряв более половины команды убитой или раненой, он захватил большое испанское судно у берегов Кубы, первоначально имея под своим командованием корабль с четырьмя орудиями и команду численностью в тридцать человек. С добычей, составляющей в общей сложности 70 000 песо и большой груз какао-бобов, Бартоломеу попытался вернуться на Ямайку, но этой попытке помешал поднявшийся сильный ветер. Вместо этого он взял курс на западное побережье Кубы.
Как только судно достигло мыса Сан-Антонио, оно было захвачено тремя испанскими военными кораблями, которые конфисковали груз. После сильного шторма Бартоломеу был вынужден вернуться в Кампече, где позже был опознан и захвачен властями. Будучи пленником на испанском корабле, он сумел убежать, нанеся удар украденным ножом часовому. Поскольку предположительно он не умел плавать, он доплыл до берега, держась за плавающие на поверхности пустые винные фляги.
Пройдя более чем через 120 миль джунглей, Бартоломеу достиг залива Тристе в восточном Юкатане и нашёл там судно, на котором добрался до Порт-Ройала. Вернувшись в Кампече с 20 пиратами, Бартоломеу захватил судно, на котором он был пленником, и отплыл на нём с большим количеством ценного груза. Вскоре корабль сел на мель около острова Хувентуд в районе южного побережья Кубы, потеряв весь груз. С оставшейся командой Бартоломеу вернулся в Порт-Ройал, перед тем как снова выйти в море. Дальнейшая его судьба остаётся загадкой, поскольку об этом периоде его жизни не сохранилось никаких документальных подтверждений. Единственным упоминанием является запись Александра Эксквемелина в его книге «Буканьеры Америки», в которой говорится, что Бартоломеу Португальский «много раз с безрассудной смелостью атаковал испанцев, не получив, судя по всему, от грабежа много прибыли, поскольку я видел, что он умер в самой большой нищете в мире».